# Sao đen
Sao đen (danh pháp hai phần: Hopea odorata) là loài thực vật thuộc chi Sao, họ Dầu.

## Phân bố
Loài này có ở Ấn Độ (Tây Bengal, quần đảo Andaman), Bangladesh, Campuchia, Lào, Malaysia (phần bán đảo), Myanmar, Thái Lan và Việt Nam. Môi trường sống là rừng, ở cao độ tới 600 m.

## Mô tả
Cây gỗ lớn thân thẳng, thuôn dài, cao từ 20 – 30m. Thân cây có những lằn nứt dọc theo sớ, màu đen (lõi gỗ bên trong có màu hơi đỏ). Tán lá rậm hình chóp, cành nhánh to, dài, mọc thẳng đứng. Lá hình trái xoan, thuôn, đáy tròn và đỉnh nhọn ngắn. Lá dài 7 – 17 cm, rộng 5 – 9 cm. Mặt trên lá vàng và có màu xanh bóng, mặt dưới mịn. Gân chính rõ, với 7 – 10 đôi gân phụ. Các nách gân của đáy lá có các túm lông nhỏ. Hoa nhỏ mọc thành chùm khoảng 11 – 12 nhánh, mỗi nhánh có từ 4–6 hoa nhỏ màu trắng như hình ngôi sao. Quả có 2 cánh do lá dài và có lông rất mịn, dài 3–6 cm rộng 0,5–0,7 cm. Lúc non có màu xanh nhạt, lúc già có màu nâu.

## Ở Việt Nam
Hà Nội có phố Lò Đúc nổi tiếng với hai hàng cây sao đen thẳng tắp, lá xanh bốn mùa.
Theo thông tin từ Viện khoa học lâm nghiệp Việt Nam, (vafs.gov.vn) Sao đen là gỗ nhóm 2, lớn tương đối nhanh (tăng trưởng đường kính trung bình năm là 1.1–14 cm/năm), sau 25 năm cây đạt đường kính 25–30 cm. Hiện nay cây sao đen là cây công trình dễ tìm thấy ở các thành phố của Việt Nam vì tính chất lớn nhanh, cho bóng tốt, tán lá trên cành cao trên 5 m. Ngoài ra ờ nhiều tỉnh phía nam, cây sao đen được trồng lấy gỗ. giống cây sao đen dễ dàng được mua ở các vườn ươm giống khắp phía nam.

## Hình ảnh

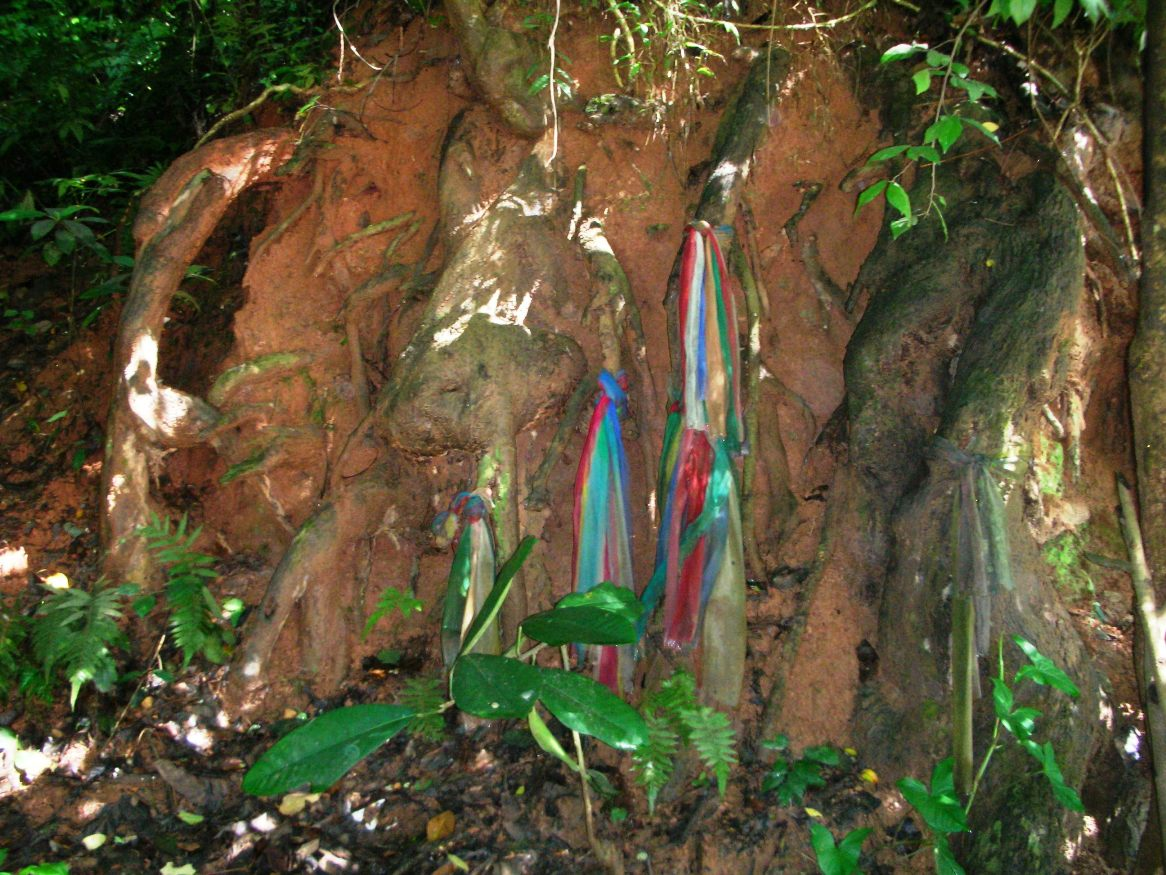
Sao đen ở Chiang Rai, Thái Lan
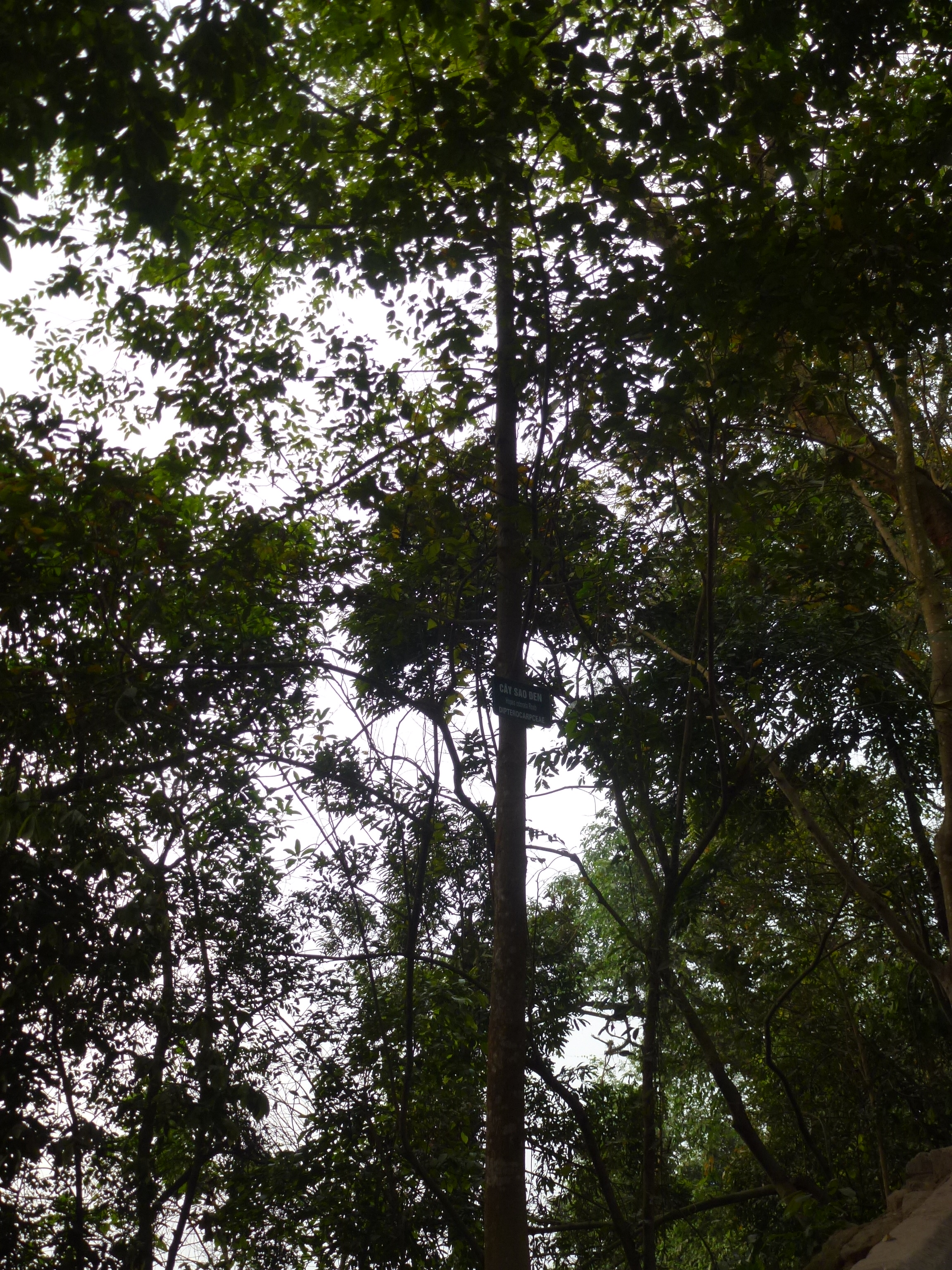
Cây sao đen ở khu vực đền Hùng, Phú Thọ, Việt Nam